# Orbipora arborescens
Orbipora arborescens is een mosdiertjessoort uit de familie van de Orbiporidae. De wetenschappelijke naam van de soort is voor het eerst geldig gepubliceerd in 1877 door Dybowski.